# Brain Salad Surgery
Brain Salad Surgery este al patrulea album al trupei de rock progresiv Emerson, Lake and Palmer, lansat în 1973 și primul lansat de către Manticore Records. Coperta albumului a fost realizată de artistul suprarealist H. R. Giger. Conform unor declarații făcute cu ocazia reeditării albumului în 1996, președintele Manticore Records, Mario Medious a spus că titlul LP-ului a fost inspirat dintr-un vers al hitului lui Dr. John, "Right Place, Wrong Time": Just need a little brain salad surgery/Got to cure this insecurity. Titlul original al discului era Whip Some Skull on Yer. 
În 2007 Shout Factory Records a lansat o versiune remasterizată a albumului Brain Salad Surgery și a întregului catalog Emerson, Lake and Palmer.

## Tracklist
1. "Jerusalem" (William Blake, Hubert Parry, adaptare de Keith Emerson, Greg Lake, Carl Palmer) (2:44)
2. "Toccata" (Alberto Ginastera, aranjament Emerson) (7:22)
3. "Still . . . You Turn Me On" (Lake) (2:53)
4. "Benny The Bouncer" (Emerson, Lake, Peter Sinfield) (2:21)
5. "Karn Evil 9" (Emerson, Lake, Sinfield) (29:41)

## Single-uri
- "Jerusalem"/"When The Apple Blossoms Bloom in The Windmills of Your Mind I'll Be Your Valentine" (1973)

## Componență
- Keith Emerson - orgi, pian, acordeon, Moog sintetizatoare, voce computerizată pe "Karn Evil 9"
- Greg Lake - voce, chitare electrice cu șase și douăsprezece corzi, bas
- Carl Palmer - baterie, percuție, sintetizatoare-percuție